# Fińska Formuła 3 Sezon 2009
Fińska Formuła 3 Sezon 2009 – szesnasty sezon Fińskiej Formuły 3.

## Klasyfikacja kierowców
| Legenda oznaczeń w tabelach wyników Wyświetl szablon na nowej stronie | Legenda oznaczeń w tabelach wyników Wyświetl szablon na nowej stronie                                                                     |
| Oznaczenie                                                            | Wyjaśnienie |
| --------------------------------------------------------------------- | --- |
| Złoty                                                                 | Zwycięzca lub mistrzostwo |
| Srebrny                                                               | 2. miejsce lub wicemistrzostwo |
| Brązowy                                                               | 3. miejsce lub II wicemistrzostwo |
| Zielony                                                               | Ukończył, punktował (w klasyfikacji generalnej, gdy zdobył co najmniej jeden punkt na przestrzeni sezonu, poza trzema powyższymi opcjami) |
| Niebieski                                                             | Ukończył, nie punktował (w klasyfikacji generalnej, gdy nie zdobył co najmniej jednego punktu na przestrzeni sezonu)                      |
| Czerwony                                                              | Nie zakwalifikował się (NZ) |
| Czerwony                                                              | Nie prekwalifikował się (NPK) |
| Różowy                                                                | Nie ukończył (NU) |
| Różowy                                                                | Niesklasyfikowany (NS) (w klasyfikacji generalnej, gdy nie został sklasyfikowany w żadnym wyścigu sezonu)                                 |
| Czarny                                                                | Zdyskwalifikowany (DK) |
| Czarny                                                                | Wykluczony (WYK/EX) |
| Biały                                                                 | Nie wystartował (NW) |
| Biały                                                                 | Kontuzjowany (K/INJ) |
| Biały                                                                 | Wyścig odwołany (OD/C) |
| Bez koloru                                                            | Został wycofany (WYC/WD) |
| Bez koloru                                                            | Nie przybył (NP/DNA) |
| Bez koloru                                                            | Nie brał udziału w treningach (NT/DNP) |
| Bez koloru                                                            | Nie został zgłoszony (–) |
| Pogrubienie                                                           | Start z pole position |
| Kursywa                                                               | Najszybsze okrążenie wyścigu |
| †                                                                     | Nie ukończył, ale jego rezultat został zaliczony ze względu na przejechanie więcej niż 90% dystansu wyścigu.                              |
| *                                                                     | Sezon w trakcie |
| 1/2/3                                                                 | Punktowana pozycja w sprincie kwalifikacyjnym                                                                                             |
| Lista systemów punktacji Formuły 1                                    | |

| Poz. | Kierowca         | Zespół                 | AHV | AHV | ALA | ALA | AUD | AUD | BOT | BOT | AHV | AHV | Punkty |
| ---- | ---------------- | ---------------------- | --- | --- | --- | --- | --- | --- | --- | --- | --- | --- | ------ |
| 1    | Kimmo Joutvuo    | Rolling Rocks          | 1   | 1   | NU  | 2   | 7   | 3   | 1   | 1   | 1   | 2   | 172    |
| 2    | Marko Vähämäki   | ADRF                   | 3   | 5   | 1   | NU  | 1   | 5   | 3   | 4   | 2   | 1   | 153    |
| 3    | Aki Sandberg     | Sandberg Motorsport    | 4   | 4   | 3   | 5   | 3   | 4   | 4   | 2   | 3   | 5   | 136    |
| 4    | Nikołaj Marcenko | Max Travin Racing Team | 7   | 2   | 8   | 1   | 5   | 1   | 2   | 3   | NU  | 3   | 134    |
| 5    | Jani Tammi       | Oakra F3 Motorsport    | 2   | 3   | 2   | 4   | 2   | 2   | 8   | 5   | NW  | 4   | 128    |
| 6    | Maksim Trawin    | Max Travin Racing Team | 6   | 6   | 4   | 3   | NU  | NU  | 5   | 6   | 4   | 6   | 91     |
| 7    | Tom Sandberg     | Sandberg Motorsport    | 5   | 8   | 7   | 7   | 4   | 6   | NU  | 7   | 5   | NU  | 70     |
| 8    | Risto Tonteri    | STH Motorservice       | 8   | 9   | 6   | 8   | 6   | 7   | 6   | 8   | 6   | 7   | 68     |
| 9    | Teppo Suvanto    | Suvanto Racing         | DK  | 7   | 5   | 6   | -   | -   | 7   | 9   | 7   | NU  | 44     |
| 10   | Nika Adeiszwili  | ArtLine                | 9   | 10  | -   | -   | -   | -   | -   | -   | -   | -   | 4      |